# 翡翠水庫食蛇龜野生動物保護區
翡翠水庫食蛇龜野生動物保護區位於台灣新北市石碇區的翡翠水庫集水區內，是為保護食蛇龜而依《野生動物保育法》公告之野生動物保護區，為台灣第一個針對爬蟲類劃定的保護區。此區有已知分布範圍內現存最穩定的食蛇龜野生族群之一，海拔高度由蓄水高度170公尺至最高之芋園尖山（或稱石硿子山）641公尺，屬北勢溪支流的後坑子溪集水區。區內多為丘崚，多數範圍坡度大。除少數山徑外，目前無供車輛行駛之道路進入，進出需由臺北翡翠水庫管理局的船隻或私人船隻載運。
為因應食蛇龜保育工作，臺北翡翠水庫管理局另在辦公區水資源生態教育館後側生態池設立「食蛇龜復育中途之家」，作為保育龜類休養復育場所及野放前之馴化棲息地。保護區內除食蛇龜外，另已記錄多種保育類野生動物，包括柴棺龜、台灣長鬃山羊、穿山甲、食蟹獴、麝香貓，以及林鵰等鳥類。

## 外部連結
- 食蛇龜野生動物保育專區 （页面存档备份，存于），臺北翡翠水庫管理局